# Hoplophorus euphractus
L'oploforo (Hoplophorus euphractus) è un mammifero cingolato estinto, appartenente ai gliptodonti. Visse nel Pleistocene superiore (circa 100.000 - 10.000 anni fa) e i suoi resti fossili sono stati ritrovati in Sudamerica.

## Descrizione
Questo animale era di grandi dimensioni: misurava fino a 2,8 m di lunghezza, per un peso di una tonnellata, dovuto prevalentemente alla grande corazza ossea che ricopriva il corpo. Come in tutti i gliptodonti, questa corazza era formata da centinaia di osteodermi saldati fra loro, ed era assai poco mobile. Hoplophorus doveva essere assai simile ad altri gliptodonti come Neosclerocalyptus, ma a differenza di questo possedeva un carapace di forma più globosa, formato da placche rese rugose a causa della presenza di numerose perforazioni. La taglia di Hoplophorus, inoltre, era maggiore.
La coda era protetta grazie a una serie di anelli ossei e grazie a un "tubo" caudale terminale, costituito da numerosi osteodermi fusi insieme. Questo tubo si differenziava da quello presente in altri gliptodonti per la presenza di due paia di grosse placche laterali, ben separate e ornate di una grossa prominenza conica, vagamente simile a quella presente sulle placche caudali di Panochthus. A quest'ultimo, inoltre, Hoplophorus assomigliava anche per la presenza di una faccetta cuboide del navicolare allungata. 

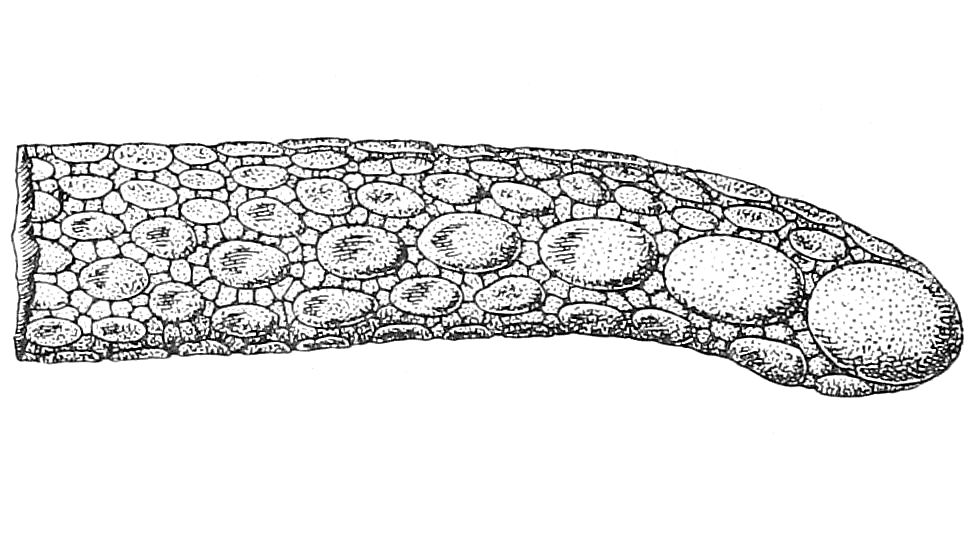
Tubo caudale di Hoplophorus euphractus

## Classificazione
Hoplophorus euphractus venne descritto per la prima volta nel 1839 da Lund, sulla base di resti fossili ritrovati in Brasile in terreni del Pleistocene superiore. Fossili di Hoplophorus sono stati ritrovati negli stati brasiliani di Piauí e Minas Gerais. Per lungo tempo il genere Hoplophorus è stato confuso con altri generi di gliptodonti, come Neosclerocalyptus e lo stesso Glyptodon. Una ridescrizione più recente, tuttavia, ha messo in luce differenze notevoli con Neosclerocalyptus e alcune somiglianze con Panochthus. Hoplophorus è attualmente considerato un tipico membro dei gliptodonti, molto vicino al genere Panochthus (de Porpino et al., 2010).